# An Extremely Goofy Movie
An Extremely Goofy Movie (Extremadamente Goofy en Hispanoamérica, y Explosivamente Goofy en España) es una película de comedia estadounidense animada directamente para vídeo del año 2000 hecha por Walt Disney Pictures. Dirigida por Douglas McCarthy, es la secuela de la película de 1995 A Goofy Movie, con el regreso de los personajes de la serie de televisión Goof Troop. La historia sigue los años de novato de Max en la universidad, que se ven agravados por la presencia de su padre cuando Goofy llega a la misma universidad para obtener un título debido a su fracaso para terminar la universidad.

## Historia
Max Goof, ahora cerca de los 18 años, se va a la universidad con sus mejores amigos P.J. y Bobby. Él se esfuerza por trabajar junto con ellos para llegar a ser el mejor equipo en los X-Games universitarios. En el campus de la universidad Max se encuentra con la fraternidad "Gamma Mu Mu", los campeones reinantes de los X-Games, especialmente su líder, Bradley Uppercrust III. Bradley invita sólo a Max a unirse a su fraternidad, pero Max se niega a dejar a sus amigos atrás. Comienza una rivalidad entre el equipo de Max y los Gammas de Bradley, y apuestan que el que pierda en la final será el chico de las toallas del otro.
Mientras tanto, Goofy no toma la partida de Max muy bien y sufre de síndrome del nido vacío, su depresión se traduce en perder su empleo en una fábrica de juguetes siendo despedido personalmente por su mezquino jefe, y es necesario que termine su último año en la universidad para obtener un título antes de que pueda obtener un mejor empleo. Goofy se une a su hijo en el plantel para conseguir el título, Max naturalmente no lo toma bien, gritando en histeria apenas lo ve entrando al Paraninfo. Max le dice a su padre que se una a los Gammas, para mantenerlo entretenido. Además, Goofy conoce y se hace amigo de la bibliotecaria de la universidad, Sylvia Marpole, que comparte su amor nostálgico por los años 70. El romance pronto florece entre Goofy y Sylvia, y deciden salir en una cita ese próximo sábado, que se convierte en un éxito espectacular con ellos dominando la pista de baile.
Aunque Max inicialmente apoya las "distracciones" de Goofy, sin embargo la tensión comienza a aumentar entre ellos cuando Goofy vence a Max en la primera ronda durante la competición preliminar de los X-Games, aunque su éxito se debe a las trampas de Bradley, quien colocó un cohete en la patineta de Goofy. Bradley también trata de distraer el propio enfoque de Max mientras patina. El equipo de Max apenas llega a las semifinales. Después de la competición preliminar, Max y Goofy riñen, con Max diciéndole a Goofy que "lo deje en paz y que haga su vida". Goofy entonces pierde su enfoque, olvidando su cita con Sylvia y fallando en su primer examen parcial. 
Goofy comienza a considerar abandonar, pero después de recibir inadvertidamente un consejo de Pete, recupera su enfoque y vuelve a la universidad. Mientras tanto, Max considera una transferencia, pensando que decepcionó a sus compañeros, pero después de un cierto estímulo de PJ y Bobby, él lo re-considera y decide que aún pueden ganar. Goofy vuelve a la escuela y se reconcilia con Sylvia, quien lo ayuda a estudiar para sus exámenes compensatorios, los cuales pasa con todos dieces. Además, Goofy abandona los Gamma, al no querer competir contra Max en absoluto. Los Gamma toman esto como un insulto y, literalmente, lo lanzan hacia fuera. Cuando Goofy vuelve a entrar en la casa Gamma para devolver su broche de prenda, él oye por casualidad su plan para hacer trampa en los últimos eventos de los X-Games, como siempre lo han hecho. Goofy, sin éxito, trata de advertirle a Max sobre esto.
En las semifinales de los X-Games, Bradley y los Gamma hacen trampa varias veces de varias maneras inadvertidas, eliminando a todos los equipos al intentar eliminar el de Max, aunque sin éxito. Justo antes de que comience la carrera final, Bradley activa un mecanismo de cohetes en los patines de PJ que lo saca volando, dejando el equipo de Max con sólo dos competidores: él mismo y Bobby. Sin suficientes compañeros, Max y Bobby se enfrentan a la descalificación a menos que puedan encontrar un competidor de reemplazo. Dándose cuenta de que Goofy estaba tratando de advertirle acerca de las trampas de los Gamma, Max le pide perdón a Goofy en el Jumbotron y le pide que se una a su equipo; Goofy acepta de buena gana en el último momento. 
En la última carrera, Slouch, uno de los Gamma, es descalificado cuando Goofy arremete contra él, y Bobby es descalificado cuando uno de los Gamma afloja el tornillo de la rueda delantera de su bicicleta, debido a que los Gamma solo tienen tiempo suficiente para hacer uno, pero cuando Goofy es descalificado del patinaje, él golpea accidentalmente a Bradley, enfureciéndose cuando se entera de que Tank, uno de sus secuaces, lo desobedece cuando trata de ganar la carrera, y una de las maniobras de trampa de Bradley falla (debido a la interferencia de Goofy que le deja a Bradley un ojo morado) cuando Tank, choca (junto con Max) en un logo gigante de cable y tela de los X-Games, que cae sobre ellos y se incendia. Ignorando el accidente, Bradley se apresura para ganar la carrera  él mismo, pero Max y Goofy le ayudan a Tank a escapar. A pesar del contratiempo, Max logra alcanzar a Bradley y gana la carrera por un pelo y recibe el trofeo del primer premio. Admitiendo la derrota, Bradley da la mano a Max mostrando buena deportividad y se convertirá en su chico de las toallas, pero Max suspende la apuesta porque Bradley tiene que lidiar con Tank. Tank se enfurece con Bradley por traicionarlo y dejarlo morir y se convierte en el nuevo líder de los Gamma y hondea a Bradley contra el dirigible de los X-Games que volaba por encima.
Una vez que el período ha terminado, Goofy recibe su título universitario. Como regalo, Max le da el trofeo a él. Goofy luego se despide de Max por su cuenta en la universidad y se va con Sylvia.

## Reparto
- Bill Farmer como Goofy. Andrew Collins sirvió como el supervisor de animación de Goofy.
- Jason Marsden como Max Goof. Bob Baxter y Steven Trenbirth sirvieron como los supervisores de animación de Max.
- Jeff Bennett como Bradley Uppercrust III. Kevin Peaty sirvió como el supervisor de animación de Bradley.
  - Bennett también le da voz a la señora de desempleo y Chuck el comentarista.
- Jim Cummings como Pete, Cummings también proporcionó la voz del jefe de la fábrica de juguetes.
- Brad Garrett como Tank
- Vicki Lewis como Poetisa. Kevin Peaty sirvió como el supervisor de animación de la chica de la boina.
- Bebe Neuwirth como Sylvia Marpole. Andrew Collins sirvió como el supervisor de animación de Sylvia.
- Rob Paulsen como P.J.. Bob Baxter y Steven Trenbirth sirven en la supervisión de animación de P.J..
- Pauly Shore como Robert "Bobby" Zimuruski. Bob Baxter y Steven Trenbirth sirven en la supervisión de animación de Bobby.
- Las voces adicionales incluyen a Paddi Edwards como una recepcionista y Kath Soucie, Jenna von Oÿ y Cree Summer como estudiantes universitarias.

## Banda sonora
A diferencia de su predecesora, esta película es una película "derecha", sin secuencias musicales donde los personajes cantan en pantalla. Sin embargo, una serie de canciones son utilizadas en la banda sonora y se han incluido en el lanzamiento oficial del álbum que se titula Disney's An Extremely Goofy Movie Dance Party!, lanzado en febrero de 2000 junto con la propia película.
1. Future's So Bright I Gotta Wear Shades - Pat Benatar y Neil Giraldo
2. Right Back Where We Started From - Cleopatra
3. Shake Your Groove Thing - Peaches & Herb
4. ESPN X Games Theme 1 and Theme 2
5. Knock on Wood - Carmen Carter
6. Don't Give Up - John Avila, Terrence A. Carson, Carmen Carter y Carl Graves
7. You Make Me Feel Like Dancing - Carmen Carter y Donnie McClurkin
8. Nowhere to Run - John Avila
9. "Pressure Drop" - The Specials
10. ESPN X Games Theme 3
11. C'mon Get Happy! - The Partridge Family

## Promoción
Se produjeron una serie de juguetes de la Happy Meal de McDonald's basados en la película.

## Recepción
An Extremely Goofy Movie ganó el premio a la "Mejor Producción Video Casero Animado" y Bill Farmer fue nominado a "Mejor actuación de voz por un Artista Masculino" en los 28a Premios Annie en 2000. Rotten Tomatoes actualmente califica la película en el 63%, más alto que su predecesora. Mientras que Internet Movie Database le da 6.4 de calificación.
La película fue lanzada en el día bisiesto de 2000.